# Cormot-Vauchignon
Cormot-Vauchignon é uma comuna francesa na região administrativa da Borgonha-Franco-Condado, no departamento de Côte-d'Or. Estende-se por uma área de 10.12 km², e possui 216 habitantes, segundo o censo de 2018, com uma densidade de 21 hab/km².
Foi criada, em 1 de janeiro de 2017, a partir da fusão das antigas comunas de Cormot-le-Grand e Vauchignon.